# Стоун, Стив
Стивен Брайн Стоун (англ. Steven Brian Stone; род. 20 августа 1971, Гейтсхед, Тайн-энд-Уир) — английский футболист, выступал на позиции правого вингера. Известен выступлениями за «Ноттингем Форест», «Астон Виллу» и национальную сборную Англии.

## Клубная карьера
Всю свою молодёжную карьеру провёл в «Ноттингем Форест». Там же в 1989 году начал профессиональную карьеру, где провел десять сезонов, приняв участие в 229 матчах чемпионата. Большинство времени, проведенного в составе «Ноттингем Форест», был основным игроком команды.
Своей игрой за эту команду привлек внимание представителей тренерского штаба клуба «Астон Вилла», в состав которого присоединился в 1999 году. Сыграл за команду из Бирмингема следующие три сезона. Играя в составе «Астон Виллы» также в основном выходил на поле в основном составе команды.
C 2002 по 2005 года защищал цвета клуба «Портсмут».
Завершил профессиональную игровую карьеру в клубе «Лидс Юнайтед», за который выступал в течение сезона 2005/06.

## Карьера за сборную
За сборную Англии дебютировал 11 октября 1995 года в товарищеском матче против сборной Норвегии.
Был включен в состав сборной на Чемпионат Европы 1996 года в Англии, где сборная выиграла бронзовые награды.

### Матчи Стива Стоуна за сборную Англии
| Матчи и голы Стива Стоуна за сборную Англии | Матчи и голы Стива Стоуна за сборную Англии | Матчи и голы Стива Стоуна за сборную Англии | Матчи и голы Стива Стоуна за сборную Англии | Матчи и голы Стива Стоуна за сборную Англии | Матчи и голы Стива Стоуна за сборную Англии | Матчи и голы Стива Стоуна за сборную Англии |
| ------------------------------------------- | ------------------------------------------- | ------------------------------------------- | ------------------------------------------- | ------------------------------------------- | ------------------------------------------- | ------------------------------------------- |
| №                                           | Дата                                        | Место проведения                            | Соперник                                    | Счёт                                        | Голы Стоуна                                 | Соревнование                                |
| 1                                           | 11 октября 1995                             | Уллевол, Осло                               | Норвегия                                    | 0:0                                         | -                                           | Товарищеский матч                           |
| 2                                           | 15 ноября 1995                              | Уэмбли, Лондон                              | Швейцария                                   | 3:1                                         | 1                                           | Товарищеский матч                           |
| 3                                           | 12 декабря 1995                             | Уэмбли, Лондон                              | Португалия                                  | 1:1                                         | 1                                           | Товарищеский матч                           |
| 4                                           | 27 марта 1996                               | Уэмбли, Лондон                              | Болгария                                    | 1:0                                         | -                                           | Товарищеский матч                           |
| 5                                           | 24 апреля 1996                              | Уэмбли, Лондон                              | Хорватия                                    | 0:0                                         | -                                           | Товарищеский матч                           |
| 6                                           | 23 мая 1996                                 | Пролетарий, Пекин                           | Китай                                       | 3:0                                         | -                                           | Товарищеский матч                           |
| 7                                           | 8 июня 1996                                 | Уэмбли, Лондон                              | Швейцария                                   | 1:1                                         | -                                           | Евро-1996                                   |
| 8                                           | 15 июня 1996                                | Уэмбли, Лондон                              | Шотландия                                   | 2:0                                         | -                                           | Евро-1996                                   |
| 9                                           | 22 июня 1996                                | Уэмбли, Лондон                              | Испания                                     | 1:0                                         | -                                           | Евро-1996                                   |

Итого: 9 матчей / 2 гола; 4 победы, 5 ничьей, 0 поражений